# Afro-Surinamers
Afro-Surinamers zijn een etnische groep die bestaat uit Surinamers van Sub-Sahara Afrikaanse oorsprong. Zij stammen af van in slavernij gebrachte Afrikanen die op slavenschepen uiteindelijk naar Suriname vervoerd zijn. Zij worden ook wel verdeeld in de subgroepen creolen en marrons. De groep werd bij de volkstelling van 2012 als extra categorie ingevoerd door het Surinaamse Algemeen Bureau voor de Statistiek (ABS).

## Geschiedenis

### Origine
De meeste tot slaaf gemaakte Afrikanen die naar Suriname werden vervoerd, kwamen uit westelijk Centraal-Afrika, de Goudkust (Ghana), de Bovenwindse Kust (Ivoorkust, Liberia) en de Baai van Benin. Duizenden tot slaaf gemaakten kwamen ook uit de Baai van Biafra en Sierra Leone. Het totale aantal tot slaaf gemaakten uit Afrika werd geschat op 220.000.
De Akan uit centraal Ghana waren officieel de overheersende etnische groep slaven in Suriname. In de praktijk vormden de slaven uit Loango (nu Congo-Brazzaville), gekocht in Cabinda in Angola, echter de grootste groep slaven in Suriname sinds 1670. De volken die tot slaaf werden gemaakt, waaronder de Ewe (uit het zuiden van Ghana, Togo en Benin), de Igbo (uit Nigeria), de Yoruba (uit Benin) en de Kongo (uit Congo-Brazzaville, Congo-Kinshasa en Angola), lieten allen hun culturele voetafdruk achter in Suriname.

### Slavernij
Nederlanders waren sinds de vroege koloniale jaren betrokken bij de slavenhandel. Zij zochten vestigingsruimte voor plantages. Die ruimte kregen zij toen de Engelsen bij de Vrede van Breda (1667) land aan de noordkust van Zuid-Amerika aan hen afstonden in ruil voor New York. Suriname werd een Nederlandse slavenkolonie. In snel tempo werden slaven uit Afrika naar Suriname verscheept om te werk te worden gesteld op koffie-, cacao-, en suikerplantages.

## Naamgeving

### Onderscheid
In de volkstellingen maakt het ABS onderscheid tussen marrons en creolen. In 2012 voerde het ABS 'Afro-Surinamer' in als extra categorie. De marrons, ook wel boslandcreolen, zijn van oorsprong gevluchte slaven en hebben begin 21e eeuw in het algemeen weinig scholing en een cultuur met facetten uit de Afrikaanse levensstijl. (Stads)creolen, van oudsher vrijgelaten slaven, zijn daarentegen vaak beter geschoold. Ze hebben een bijna Europese levensstijl en beheersen de Nederlandse taal veelal vloeiend. Als tussengroep worden wel de Paranen genoemd; inwoners in het district Para die tussen de stad en de bosgebieden wonen. In de praktijk zijn de verschillen echter diverser wat discussies oplevert over "zwart, zwarter, zwartst."
Etnisch is er in de praktijk weinig onderscheid te maken tussen Afro-Surinamers, waarbij echter wel geldt dat bij creolen vaker gemengde voorouders te herleiden zijn. Dit is in de loop van de jaren terug te zien in volkstellingen, waarin steeds meer mensen zich gemengd in plaats van creool noemen. Tegengesteld stijgt het aantal marrons in de tellingen wel. Als oorzaken hiervoor worden het gedeeltelijk ontbreken van marrons in eerdere tellingen en het hogere aantal kinderen bij marronvrouwen gezien.

### Vermijden van onderscheid
'Afro-Surinamers' wordt als benaming onder meer gebruikt om geen verschil te maken tussen groepen inwoners die hun roots in Afrika hebben. Vergelijkbaar wordt in buurland Guyana evenmin onderscheid gemaakt en wordt iedereen met een Afrikaanse afkomst African/Black of gemengd genoemd. De richtlijnen van de Verenigde Naties leggen geen verschil in etniciteit op, maar laten etniciteit bij iets wat iemand zelf bepaalt. Medio jaren 2010 kreeg de keuze voor de benoeming van 'Afro-Surinamers' bijval van de Surinaamse regering. In de maatschappij werd dit niet overal gesteund, vooral niet onder de Marron gemeenschap. Veel Marrons houden het er op dat zij zichzelf bevrijd hebben en daarmee niet op 1863 gewacht hebben wanneer de tot dan toe nog in slavernij levende creolen van hogerhand pas de vrijheid werd verleend.
Minister Edgar Dikan pleitte er in 2016 voor om in het vervolg Afro-Surinamer in plaats van marron of stadscreool te zeggen, omdat dat de verdeeldheid tussen beide groepen zou weghalen, terwijl beide groepen dezelfde oorsprong hebben.

### Taalkundig alternatief
Taalkundig wordt in bepaalde gevallen voor de benaming 'Afro-Surinamers' gekozen om het woord 'neger' te vermijden. Een verschil tussen marrons en creolen wordt niet per se gemaakt, bijvoorbeeld in de verwijzing naar respectievelijk Afro-Surinamers van het binnenland en Afro-Surinamers van de stad. Aan het begin van de 21e eeuw is het woord 'neger' in Nederland steeds verder in de taboesfeer geraakt.

### Afrikaans bewustzijn
In aanloop naar de volkstelling van 2012 bepleitte Rudi Bottse, de voorzitter van de 'Stichting 1 juli Keti Koti', bij het ABS om 'Afro-Surinamer' als paraplugroep op te nemen voor Surinamers met voorouders uit Afrika. Een voordeel was volgens hem dat hierdoor het Afrikaans bewustzijn zou worden gestimuleerd. Aan zijn lobby werd in 2012 gevolg gegeven, hoewel 'Afro-Surinamers' als extra categorie werd toegevoegd maar niet als vervanger voor marrons en creolen.
De bevordering van het Afrikaanse bewustzijn, door te verwijzen naar 'Afro-Surinamers', komt vaker voor in Suriname. In 1970 gebruikte Cyriel Karg de benaming in een pleidooi voor de onafhankelijkheid van Suriname, met een verwijzing naar de opkomst van de Black Power-beweging in de Verenigde Staten. In 2019 vormt het de basis onder de Mapane-Eenheidsbeweging waarmee Ronnie Brunswijk en Gregory Rusland de eenheid van deze groep willen bevorderen en zich willen richten op problemen van de gehele groep. Dit initiatief kwam niet van de grond. Schrijver André Mosis stelt in 2024 dat het gebruik van een verzamelnaam oppervlakkig is en niet de kern raakt van de verdeeldheid.